# D dur

Předznamenání D dur – fis a cis

D dur (anglicky D major) je durová stupnice, respektive tónina, která má předznamenání 2 křížky – fis a cis. Tedy má zvýšený třetí a sedmý tón. D dur je v kvintovém okruhu třetí stupnicí. Tóny v D dur jdou v pořadí: d, e, fis, g, a, h, cis, d. Od stupnice je odvozena mollová stupnice h moll.
D dur byla už od dob klasicismu považována za monumentální – vyskytuje se proto v závěrečných pasážích Beethovenovy 9. symfonie či Radeckého pochodu od Johanna Strausse staršího.